# Danh sách tỷ phú Ukraina theo giá trị tài sản
Dưới đây là danh sách các tỷ phú Ukraina dựa trên sự định giá thường niên về của cải và tài sản được tổng hợp, biên soạn và xuất bản trên tạp Forbes của Mỹ năm 2024, cũng như danh sách tỉ phú theo thời gian thực tính đến  tháng 7 năm 2024.
| hình ảnh | thứ hạng | tên                | giá trị tài sản | thay đổi | tuổi | nguồn gốc tài sản            | quốc gia/lãnh thổ | lĩnh vực           | tham khảo |
| -------- | -------- | ------------------ | --------------- | -------- | ---- | ---------------------------- | ----------------- | ------------------ | --------- |
|          | 799      | Rinat Akhmetov     | $4.0 B          | ±0.00%   | 58   | thép, than                   | Ukraina           | Kim loại, mỏ       | [ 3 ]     |
|          | 1.655    | Victor Pinchuk     | $2.0 B          | ±0.00%   | 64   | ống thép, đa dạng ngành nghề | Ukraina           | kim loại, mỏ       | [ 4 ]     |
|          | 2.413    | Vadim Novinsky     | $1.2 B          | +0.02%   | 61   | thép                         | Ukraina           | kim loại, mỏ       | [ 5 ]     |
|          | 2.539    | Kostyantin Zhevago | $1.1 B          | -0.23%   | 51   | mỏ                           | Ukraina           | kim loại, mỏ       | [ 6 ]     |
|          | 2.724    | Henadiy Boholyubov | $1.0 B          | ±0.00%   | 63   | ngân hàng, đầu tư            | Ukraina           | đa dạng ngành nghề | [ 7 ]     |